# Enlace dinámico (programación orientada a objetos)
El enlace dinámico es un mecanismo por el cual se escoge, en tiempo de ejecución, el método que responderá a un determinado mensaje. Es útil cuando este no puede ser determinado de forma estática, es decir, en tiempo de compilación.
Esta característica de la programación orientada a objetos permite definir varias implementaciones usando la misma interfaz, por tanto el enlace Dinámico constituye un tipo de polimorfismo.

## Uso
El enlace dinámico se utiliza cuando múltiples clases, en una jerarquía de clases, contienen diferentes implementaciones del mismo método.

## Ejemplos
```
interface
 
Person
 
{

  
void
 
imprimir
();

}

class
 
Padre
 
implements
 
Person
 
{

 
@Override

 
public
 
void
 
imprimir
()
 
{

  
System
.
out
.
println
(
"Imprimir en Padre"
);

 
}

}

class
 
Hijo
 
implements
 
Person
 
{

  
@Override

  
void
 
imprimir
()
 
{

    
System
.
out
.
println
(
"Imprimir en Hijo"
);

   
}

}

class
 
Principal
 
{

  
public
 
static
 
void
 
main
(
String
 
args
[]
)
 
{

     
Padre
 
miPadre
 
=
 
new
 
Padre
();
 
// Objeto de la clase Padre

     
Hijo
 
miHijo
 
=
 
new
 
Hijo
();
    
// Objeto de la clase Hijo

     

     
Person
 
unObjeto
;

     
unObjeto
 
=
 
miPadre
;

     
unObjeto
.
imprimir
();
  
// El resultado sería "Imprimir en Padre"

     
unObjeto
 
=
 
miHijo
;

     
unObjeto
.
imprimir
();
  
// El resultado sería "Imprimir en Hijo"

 
}

}

```